# Alba Adriatica
Alba Adriatica – miejscowość i gmina we Włoszech, w regionie Abruzja, w prowincji Teramo.
Według danych na rok 2004 gminę zamieszkiwały 10 374 osoby, 1152,7 os./km².

## Galeria

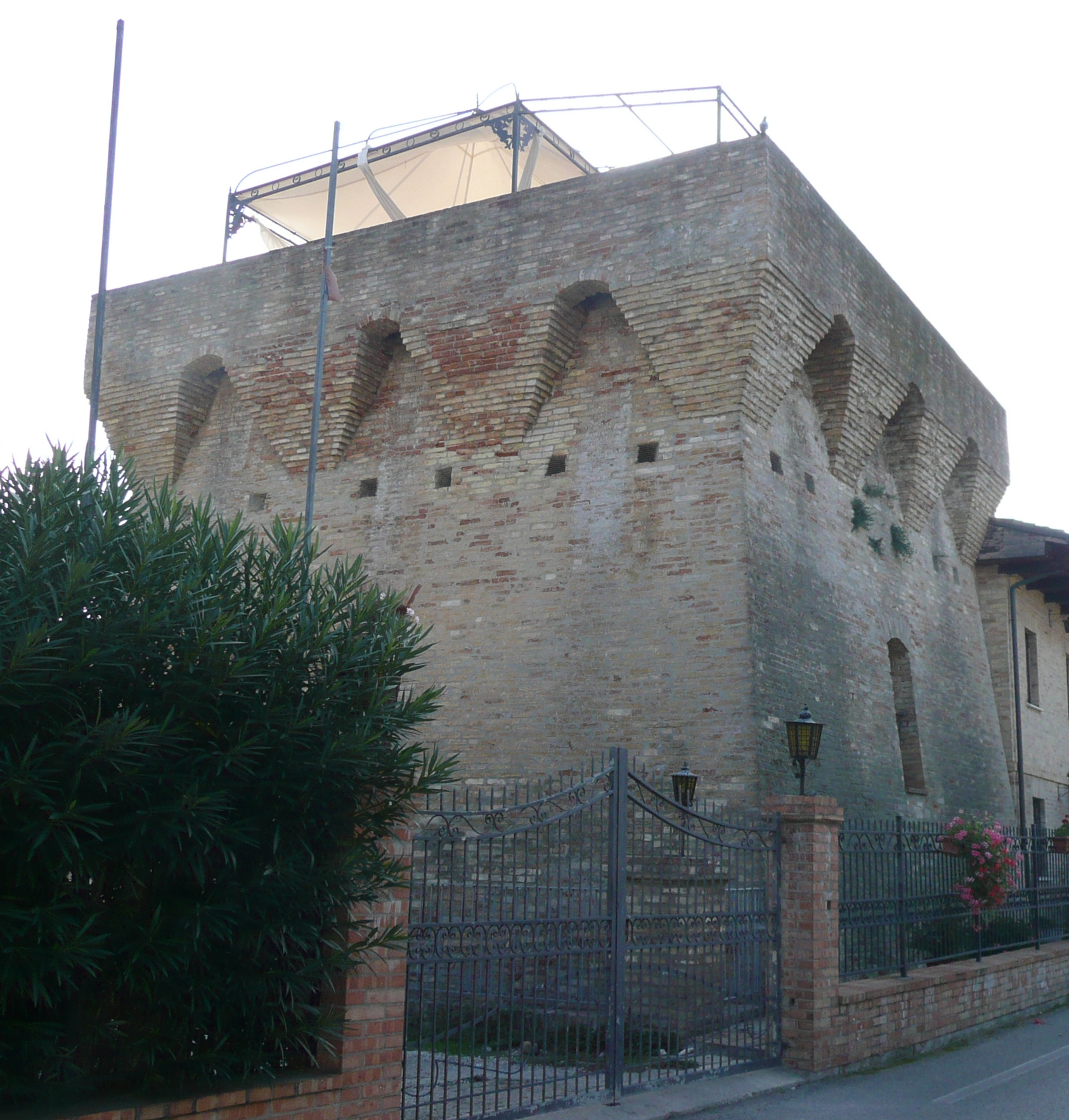
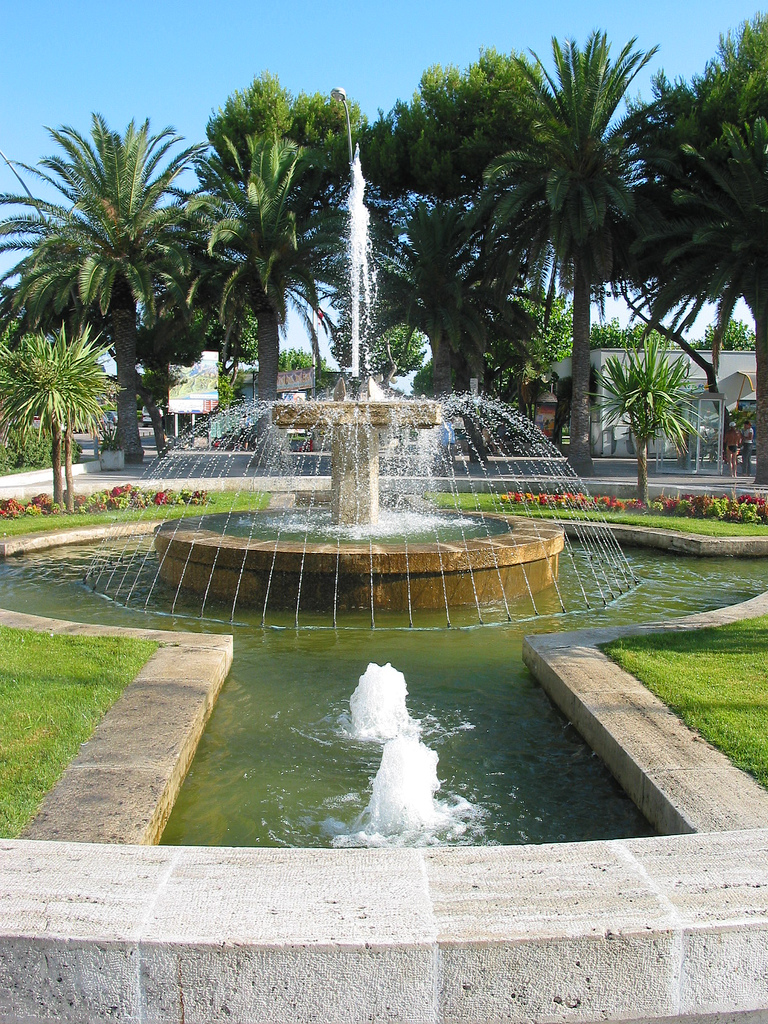
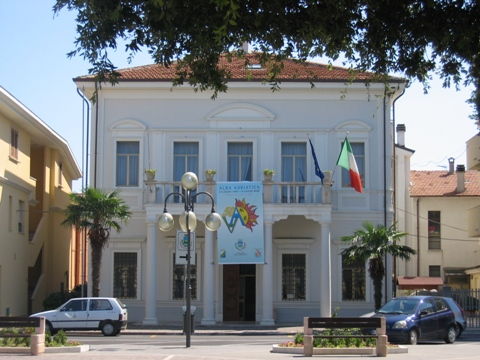